# アプスベルク
アプスベルク (ドイツ語: Absberg) は、ドイツ連邦共和国バイエルン州ミッテルフランケン行政管区のヴァイセンブルク＝グンツェンハウゼン郡に属す市場町である。この町はグンツェンハウゼン行政共同体に属している。

## 地理

### 位置
この町は、ヴァイセンブルク＝グンツェンハウゼン郡北部、フレンキシェス・ゼーラントの中央にあたるクライナー・ブロムバッハ湖の高台突出部に位置している。すぐ隣にイーゲルスバッハ湖とグローサー・ブロムバッハ湖がある。最寄りの都市は、5 km 離れたシュパルトと 9 km 離れたグンツェンハウゼンである。アプスベルクの北にロート郡との郡境がある。土地は丘陵地で、草地や野原が多い。町内には、イーゲルスバッハ川の水源をはじめ多くの湧水がある。町内で最も高いのはレッケンベルクである。この町はシュパルター丘陵に位置する。
町内のクライナー・ブロムバッハ湖南岸に、クライナー・ブロムバッハ湖の半島自然保護区がある。アプスバッハの北部には、イーゲルスバッハ湖のシュタウヴルツェル保護区がある。湖岸の他の部分はゼクミューレ自然保護区となっている。

### 隣接する市町村
隣接する市町村は、北東から時計回りにシュパルト（ロート郡）、プラインフェルト、プフォフェルト、ハウンドルフ（以上、ヴァイセンブルク＝グンツェンハウゼン郡）である。

### 自治体の構成
自治体アプスベルクは、10のゲマインデタイル（小地区）からなる。
| - アプスベルク - アンガーホーフ - ファルハウス - グリースブック - イーゲルスバッハ | - カルベンシュタインベルク - ミュッシヒホーフ - シェルホーフ - シュパーゲンホーフ - ツィーゲルヒュッテ |

アプスベルク、カルベンシュタインベルク、イーゲルスバッハの3つのゲマルクング（地区）に分けられる。

## 歴史

### 自治体成立まで
アプスベルクは、948年に初めて Abbatesberc として文献に記録されている（abbat は古高ドイツ語で "Abt" = 修道院長を意味する）。
この町は1455年に流血裁判権を得た。アプスベルクの城砦を拠点としてきたアプスベルク家が1647年に断絶すると、何年にもわたるアプスベルク継承戦争の末、1651年にドイツ騎士団がこの帝国レーエンを獲得した1725年にカール・ハインリヒ・フォン・ホルンシュタインがアプスベルク城（城館）を建設した。1796年にプロイセンによって占領されたドイツ騎士団エリンゲン司令部のアムトは、ライン同盟規約（1806年）に従ってアンスバッハ侯領と交換でバイエルン王国領となった。ドイツ騎士団の権利は1806年にバイエルンによって停止されたが、実際の撤廃は1809年になってからであった。アプスベルクは1818年に行政上の自治体となった。

### 町村合併
市町村再編までアプスベルクは旧グンツェンハウゼン郡に属していた。1978年5月1日にイーゲルスバッハを含むカルベンシュタインベルクが合併した。すべての集落がヴァイセンブルク＝グンツェンハウゼン郡に属すこととなった。

## 住民

### 人口推移
| 年   | 1840 | 1900 | 1925 | 1950 | 1961 | 1970 | 1987 | 1991 | 1995 | 2000 | 2005 | 2010 | 2015 | 2020 |
| ---- | ---- | ---- | ---- | ---- | ---- | ---- | ---- | ---- | ---- | ---- | ---- | ---- | ---- | ---- |
| 人口 | 1044 | 1185 | 1267 | 1592 | 1335 | 1224 | 1179 | 1215 | 1220 | 1289 | 1298 | 1311 | 1340 | 1392 |

## 行政

### 議会
アプスベルクの町議会は12議席からなる。

### 財政
2020年のこの町の税収は、113万1千ユーロで、このうち16万9千ユーロが産業税であった。

### 紋章
図柄: 黒い三峰の基部。主部は銀地に赤いシェブロン。

## 文化と見所

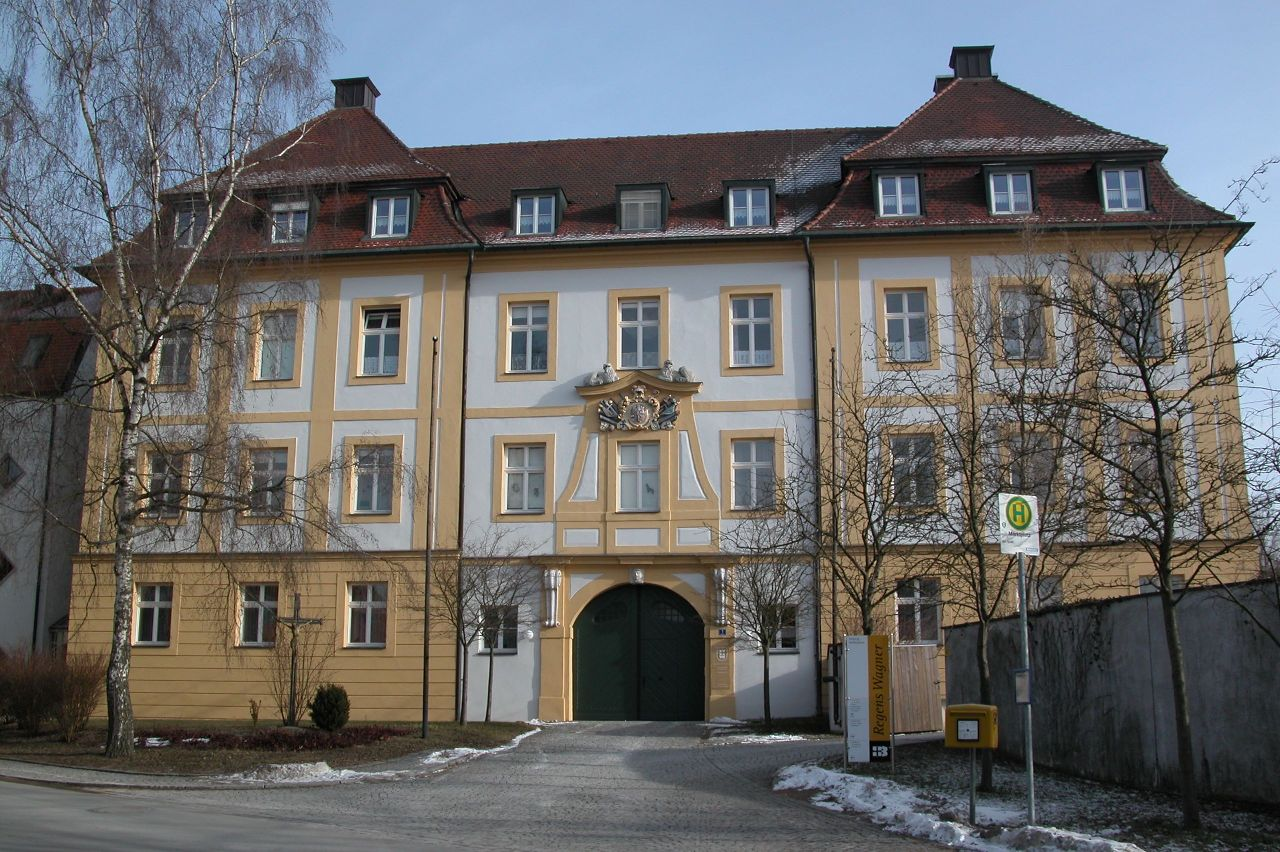
アプスベルク城

アプスベルクには2つの見応えのある教会がある。後期ゴシック時代にあたる1597年から98年に建設された福音主義ルター派のクリストゥス教会と、かつての城館礼拝堂で1724年から1726年に造られたロココ様式の宗教建築であるカトリックの聖オッティリア教区教会である。後者は町の中心部の、かつてドイツ騎士団の代官所であったバロック様式のアプスベルク城内にある。カルベンシュタインベルク地区にはリーター教会がある。

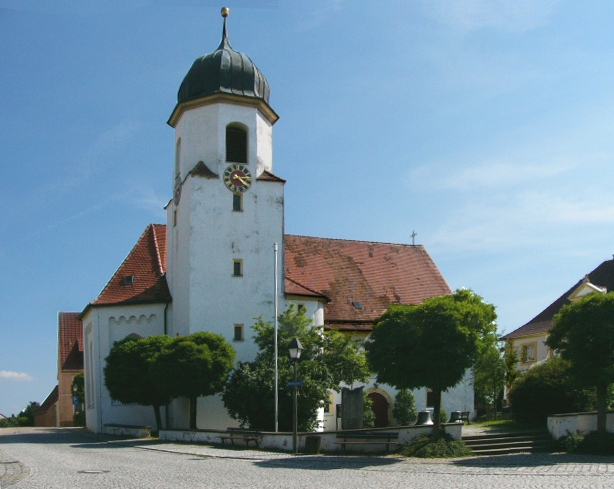
アプスベルクのクリストゥス教会
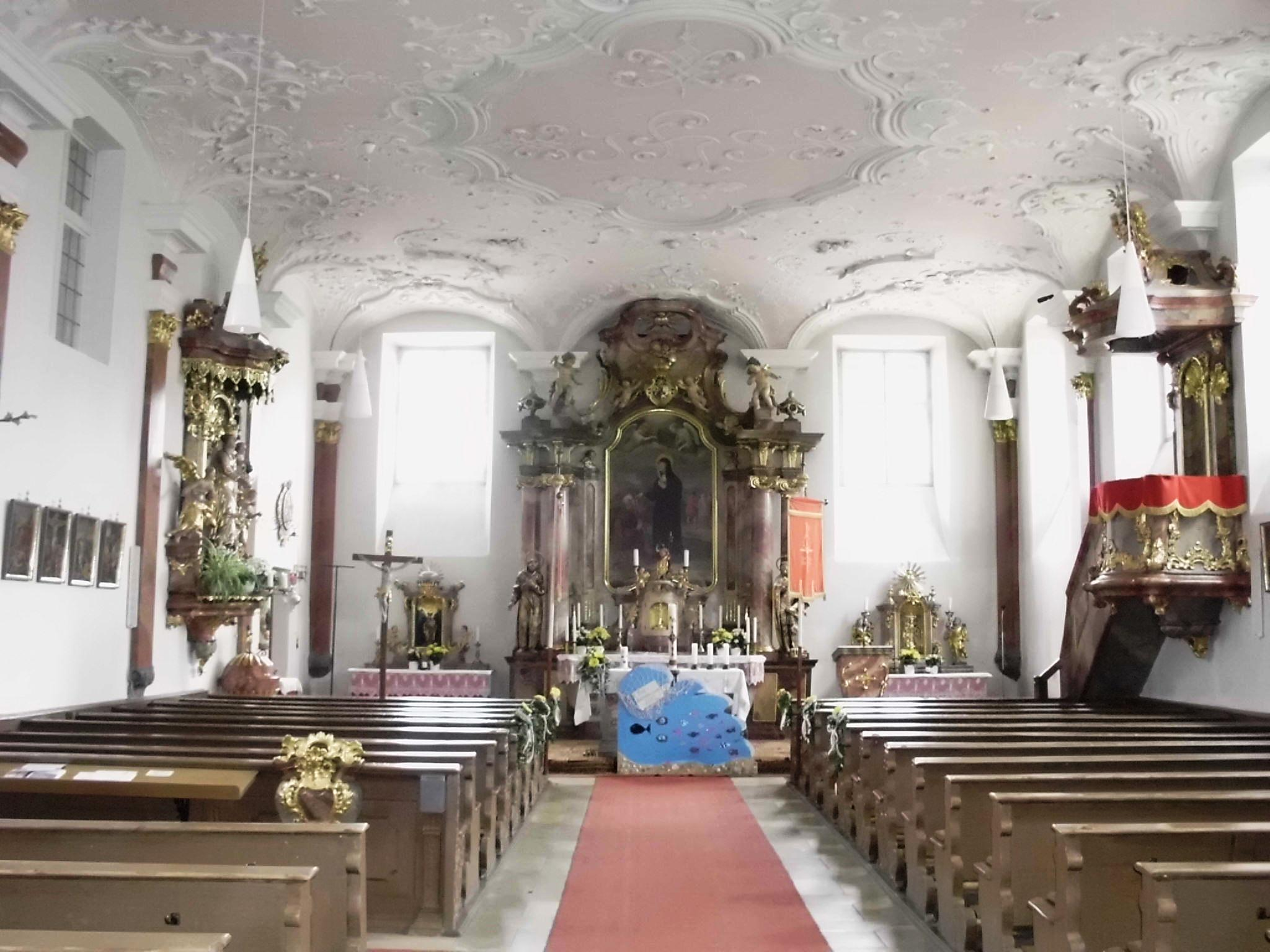
聖オッティリア教会の内部
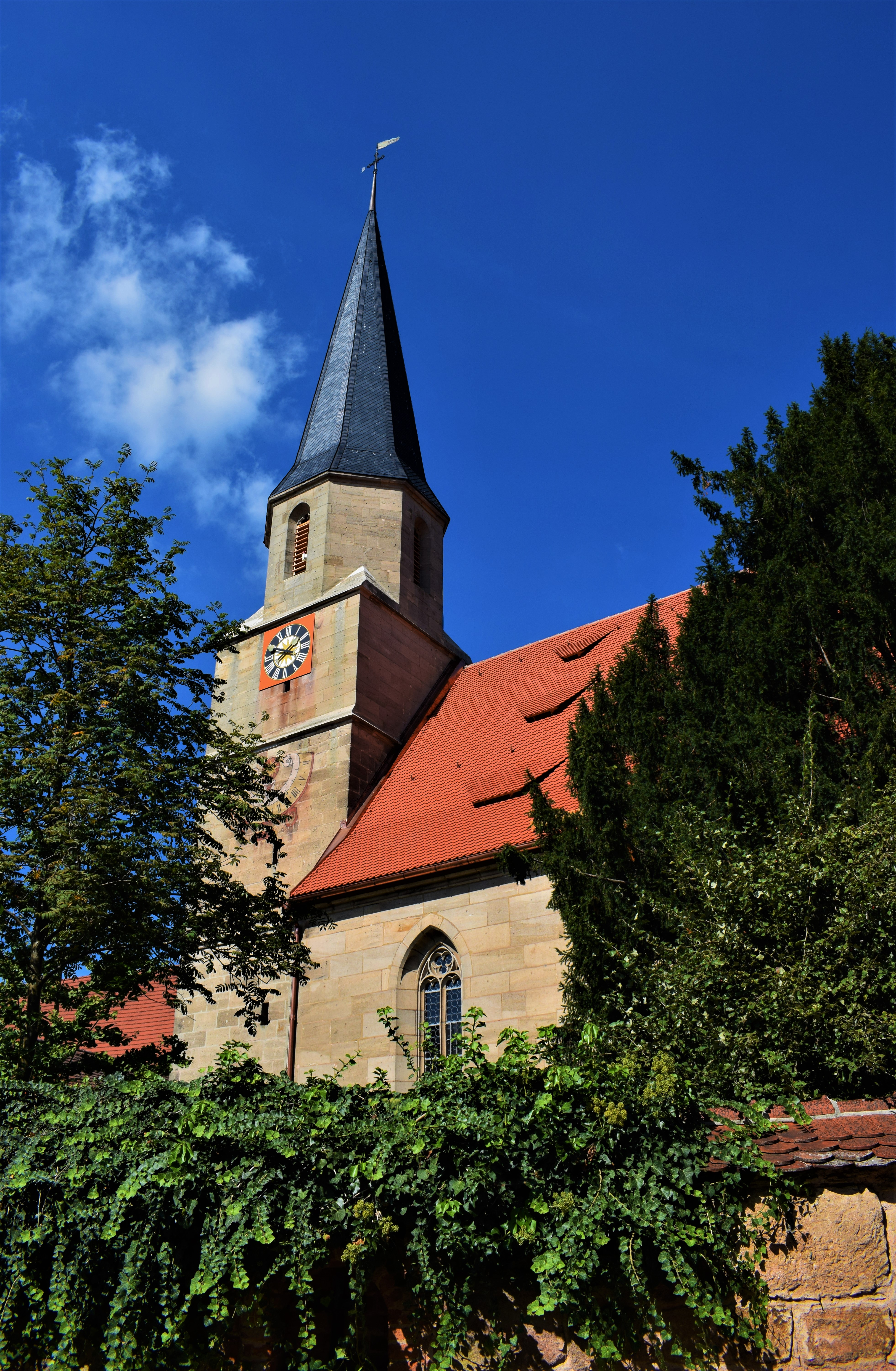
カルベンシュタインベルク地区のリーター教会

## 経済と社会資本

### 観光業
市場町アプスベルクは、1998年に州認定の保養地となり、中心的な立地（クライナー・ブロムバッハ湖に直接面しており、グローサー・ブロムバッハ湖やイーゲルスバッハ湖までそれぞれ約 2 km）にあることから、特に夏季にはニュルンベルク地域などから保養のためのレジャー客が多く訪れる。ここでのレクリエーションは主に水浴、ヨット、サーフィン、ハイキング、乗馬、キャンプなどである。アプスベルクには、57軒の登録宿泊施設がある。

### 経済
公式の統計によれば、2020年現在、916人の社会保険支払い義務のある就労者がこの町で働いている。このうち103人が製造業、74人が商業、交通業、宿泊業に就いていた。この町に住む社会保険支払い義務のある就労者は625人であった。2020年には26人の農業従事者がおり、2016年の農地面積は671ヘクタールであった。このうち400ヘクタールが農耕地、252ヘクタールが牧草地などの緑地であった。
ミュッシヒホーフ地区のレーゲンス＝ヴァーグナー財団の施設は、障害者に働く機会を提供している。

### 交通
アプスベルクを多くの郡道が通っており、この町と周辺の集落や州道2222号線、連邦道466号線とを結んでいる。夏季には、観光のために、トリマランの MS ブロムバッハゼー号がグローサー・ブロムバッハ湖を航行している。この船は構造上ヨーロッパで唯一のもので、ラムスベルク、アプスベルク。エンデルンドルフ、アルマンスドルフ、プラインフェルトの船着き場を結んでいる。

### 教育
- 町立幼稚園 1園。定員89人、在籍幼児数78人（2020年現在）[15][16]。
- アプスベルクはアプスベルク＝ハウンドルフ学校連合に加盟している。基礎課程・本課程学校は、ハウンドルフ町内のグレーフェンシュタインベルク地区にある[17]。

## 人物

### 出身者
- ラインホルト・ティリング（ドイツ語版、英語版）（1893年 - 1933年）エンジニア、パイロット、ロケット開発者

## 関連図書
- Walter Bauer, ed (1993). Absberg – eine tausendjährige Geschichte. Wendelsheim
- Johann Kaspar Bundschuh (1799). “Absperg”. Geographisches Statistisch-Topographisches Lexikon von Franken. Band 1: A–Ei. Ulm: Verlag der Stettinischen Buchhandlung. p. 9. OCLC 833753073
- Pleikard Joseph Stumpf (1853). “Absberg”. Bayern: ein geographisch-statistisch-historisches Handbuch des Königreiches; für das bayerische Volk. Zweiter Theil. München. p. 722